# Stazione di Poviglio
La stazione di Poviglio è stata stazione ferroviaria posta lungo la ex linea ferroviaria Reggio Emilia-Boretto dismessa nel 1955, era servizio del comune emiliano di Poviglio.

## Storia
La stazione fu aperta nel 1927 come parte della linea Reggio Emilia-Boretto e venne dismessa insieme alla linea nel 1955.